# Michel de Certeau
Michel de Certeau SJ (* 17. Mai 1925 in Chambéry, Savoyen; † 9. Januar 1986 in Paris) war ein französischer Jesuit, Soziologe, Historiker und Kulturphilosoph.

## Biografie
Michel de Certeau wurde 1925 im französischen Chambéry geboren. Nach einem Studium der Altphilologie und der Philosophie an den Universitäten von Grenoble, Lyon und Paris (u. a. bei Jean Baruzi) ging er, nach einem Zwischenaufenthalt bei den Sulpizianern, ins Priesterseminar in Lyon, absolvierte dort Studien der Philosophie und Theologie und traf erstmals mit dem Jesuiten Henri de Lubac zusammen. Er entschloss sich, um Aufnahme in dessen Orden zu bitten, und trat am 5. November 1950 in das Noviziat der Jesuiten in Laval (Mayenne) ein. Er trug sich zwischenzeitlich mit der Absicht, wie andere aus seinem Jahrgang, sich zu missionarischer Tätigkeit nach China entsenden zu lassen.
Nach den zwei Jahren des Noviziats sind seine weiteren philosophisch-theologischen Studien im Orden nur kurz, da er diese bereits in Lyon absolviert hatte. Am 31. Juli 1956 wurde er dort zum Priester geweiht. Im selben Jahr wurde er in die Redaktion der 1954 gegründeten  Zeitschrift Christus berufen, der er sein ganzes Leben lang verbunden blieb. 1960 promovierte er an der Pariser Sorbonne in Theologie mit einer Dissertation über die Mystik des Peter Faber (Pierre Favre), einem Savoyarden aus dem Freundeskreis von Ignatius von Loyola der 1556 den Jesuitenorden gegründet hatte; Faber war auch der erste Jesuit, der in Deutschland wirkte. Das Interesse für Mystik führte ihn zu Studium und Herausgabe (1963/1966) der Werke von Jean-Joseph Surin, einem jesuitischen Mystiker des 17. Jahrhunderts. Für Michel de Certeau war Surin „zugleich der Don Quijote und der Hölderlin dieses 'außergewöhnlichen Abenteuers'“, der sich in Paris als Exorzist hervorgetan hatte und darüber persönlich zerbrochen war. In seinem Buch La Possession de Loudun (Paris 1970) hat de Certeau dies dargestellt. Sein Wunsch, Surins Schicksal besser zu verstehen, brachte ihn auch in das psychoanalytische Milieu in Paris.
Stark von Sigmund Freud und Jacques Lacan beeindruckt, wurde de Certeau Gründungsmitglied der École Freudienne, einer losen Vereinigung französischer Psychoanalytiker. Hinzu trat eine intensive Auseinandersetzung mit Maurice Merleau-Ponty und Algirdas Julien Greimas. Zum ersten Mal ins Licht der Öffentlichkeit trat er mit einem Artikel über die Ereignisse des Pariser Mai '68 in der Zeitschrift Études („En mai 68, on a pris la parole comme on a pris la Bastille en 1789.“).
Verschiedene Lehraufträge führten ihn, neben Paris, wo er am Institut catholique und zeitweilig an der Universität Paris VIII Vincennes-Saint Denis lehrte, nach Genf und San Diego. Während der 1970er und 1980er publizierte er vor allem über die Geschichte der Mystik, die Phänomenologie und die Psychoanalyse.

## Werk

### Soziologie
De Certeaus bekanntestes und einflussreichstes Werk ist die Kunst des Handelns, eine soziologische Theorie des Alltagslebens und des Verbraucherverhaltens. Nach Certeau unterscheidet sich der Alltag wesentlich von anderen Bereichen des Lebens, weil er fast gänzlich unbewusst und dabei vollkommen repetitiv abläuft. Zu einer zentralen Denkfigur wird dabei das ‚aktive Konsumieren‘, „eine andere Produktion, die als Konsum bezeichnet wird“ (de Certeau). Der Konsument ist nicht nur passiver Abnehmer von Produkten, sondern selbst auch Produzent: durch die Auswahl der Produkte, die er trifft, „bastelt“ er an seiner Identität und Lebenswelt weiter.
De Certeau betreibt dabei kein Studium der ‚Populärkultur‘, sondern der grundlegenden Techniken, „Tricks, Finten und Listen von Verbrauchern: Gehen, Reisen, Erzählen, Sprechen, Schreiben, Denken, Lesen, Machen u. a.“, die eine solche Populärkultur erst etablieren. Obwohl das methodische Vorgehen an die Diskursanalyse Michel Foucaults angelehnt ist, interessiert sich de Certeau weniger für die machtsubversiven Möglichkeiten dieser Praktiken, sondern für ihren identitätspolitischen Gehalt. Wichtig ist dabei die Unterscheidung zwischen Strategie und Taktik: Strategie ist nach Certeau „eine Berechnung von Kräfteverhältnissen, die in dem Augenblick möglich wird, wo ein mit Macht und Willenskraft ausgestattetes Subjekt … von einer ‚Umgebung‘ abgelöst werden kann.“ Taktik ist demgegenüber „ein Kalkül, das nicht mit etwas Eigenem rechnen kann und somit auch nicht mit einer Grenze, die das Andere als eine sichtbare Totalität abtrennt.“ Strategie ist ein ‚expansives‘ Kalkül, das auf die immer weiter fortschreitende Kontrolle von Raum und Zeit ausgerichtet ist. Währenddessen müssen Taktiken immer mit einer bereits vorgegebenen Raum- und Zeitordnung vorliebnehmen und deren jeweilige Lücken, Unwägbarkeiten und Inkonsistenzen auszumünzen verstehen. Die Freiräume der Alltagspraxis sieht de Certeau auch in Ludwig Wittgensteins Spätwerk Philosophische Untersuchungen vorgezeichnet und geht insbesondere auf dessen Beschreibung der Alltagssprache als sich kontinuierlich fortentwickelnde Praxis ein. Wittgensteins Satz, „die Bedeutung eines Wortes ist sein Gebrauch in der Sprache“, wird zur Grundlage des radikalen Perspektivwechsels in de Certeaus Kulturtheorie: Er lenkt die Aufmerksamkeit weg von den Produzenten und Mächtigen, hin zu den Nutzern, die nicht etwa die vorgezeichneten Strukturen (von Sprache, Stadt oder Gesellschaft) passiv annehmen, sondern die Strukturen aktiv verwenden und damit die Bedeutung der Strukturen je neu erfinden, ohne die Struktur notwendigerweise zu verändern und ohne dass die Mächtigen oder Produzenten der Strukturen diese Verwendung und Aneignung kontrollieren könnten.

### Theorie der Geschichtsschreibung
Das Schreiben der Geschichte, so der Titel eines Sammelbandes von Aufsätzen zur Geschichtsschreibung, versteht de Certeau als ein stellvertretendes Begräbnisritual. Die Toten bleiben zwar Tote in ihren Gräbern, werden aber durch die Geschichtsschreibung zu ihrer Ruhe geleitet und die Gesellschaft befreit sich durch diesen Akt vom Wahn der unbestatteten Toten. Er lehnt sich dabei an Jules Michelet an, der im 19. Jahrhundert über seine Tätigkeit als Geschichtsschreiber bemerkte, er gehe immer wieder und wieder wie ein unermüdlich Reisender zu den Toten. Dabei behandele er sie „gelehrig, nachsichtig und liebevoll“.

### Theologie
Der von seiner Nachlassverwalterin Luce Giard herausgegebene Aufsatzband GlaubensSchwachheit versammelt wichtige theologische Beiträge. Certeau reflektiert darin kulturhistorisch fundiert auf den Relevanzverlust der Theologie in der Wissenschaft und des christlichen Glaubens in der Gesellschaft. Er stellt u. a. heraus, dass sich die zeitgenössische theologische Rede „nicht durch das Festhalten an einer ungebrochenen Repräsentanz, sondern, wenn überhaupt, letztlich nur durch die Inszenierung der Entzogenheit ihres Ursprungs als gesellschaftlich relevanter Diskurs behaupten kann.“

## Werke

### Schriften
- L’universalisme ignatienne: mystique et mission. In: Christus. Accompagner l’homme en quête de Dieu. Jg. 13 (1966), S. 173–183.
  - Deutsche Ausgabe: Ignatianischer Universalismus. Mystik und Sendung. Aus dem Französischen übersetzt von Andreas Falkner. In: Geist und Leben. Jg. 88 (2015), S. 208–217.
- La Prise de Parole. Paris 1968.
- L’étranger ou L’union dans la différence. Paris 1969.
  - Deutsche Ausgabe: Der Fremde oder Einheit in Verschiedenheit. Aus dem Französischen übersetzt von Andreas Falkner. Kohlhammer, Stuttgart 2018, ISBN 978-3-17-034054-1.
- La Possession de Loudun. Paris 1970.
- L’Absent de L’Histoire. Paris 1973.
- La Culture au Pluriel. Paris 1974.
- mit Jean-Marie Domenach: Le Christianisme Eclaté. Paris 1974.
- L’Ecriture de l’Histoire. Paris 1975.
  - Deutsche Ausgabe: Das Schreiben der Geschichte. Aus dem Französischen übersetzt von Sylvia M. Schomburg-Scherff. Nachwort von Roger Chartier. Campus, Frankfurt am Main 1991, ISBN 3-593-34489-0.
- Politica e Mistica. Questioni di Storia Religiosa. Mailand 1975.
- mit Dominique Julia und Jacques Revel: Une Politique de la Langue: La Révolution Française et les Patois, l’enquête de Grégoire. Paris 1975.
- mit Yves Materne: La Réveil Indien en Amérique Latine. Paris 1977.
- L’Invention du Quotidien. Vol. 1, Arts de Faire. Paris 1980.
  - Deutsche Ausgabe: Kunst des Handelns. Aus dem Französischen übersetzt von Ronald Voullié. Merve, Berlin 1988, ISBN 3-88396-060-8.
- Croire. Une pratique de la différence. Urbino 1981.
- La Fable Mystique. Vol. 1, XVIe-XVIIe Siecle. Paris 1982.
  - Deutsche Ausgabe: Mystische Fabel. 16. bis 17. Jahrhundert.  Aus dem Französischen übersetzt von Michael Lauble. Nachwort von Daniel Bogner. Suhrkamp, Berlin 2010, ISBN 978-3-518-58543-6.
- mit Luce Giard: L’ordinaire de la communication. Paris 1983.
- La Faiblesse de Croire. Hrsg. von Luce Giard. Paris 1987.
  - Deutsche Ausgabe: GlaubensSchwachheit. Aus dem Französischen übersetzt von Michael Lauble. Kohlhammer, Stuttgart 2009, ISBN 978-3-17-019713-8.
- Histoire et Psychoanalyse entre Science et Fiction. Paris 1987.
  - Deutsche Ausgabe: Theoretische Fiktionen. Geschichte und Psychoanalyse. Aus dem Französischen übersetzt von Andreas Mayer. Turia & Kant, Wien 1997; 2., neu durchgesehene und erweiterte Auflage 2006, ISBN 978-3-85132-391-7.
- Täglich aufbrechen zu den anderen ... Reflexionen zur christlichen Spiritualität. Echter-Verlag, Würzburg 2020, ISBN 978-3-429-05510-3.

### Herausgebertätigkeit
- Pierre Favre: Mémorial. Übersetzt und kommentiert von Michel de Certeau. Paris 1960.
- Jean-Joseph Surin: Guide spirituel pour la perfection. Paris 1963.
- Jean-Joseph Surin: Correspondance. Paris 1966.